# María Kirilenko
María Yúrievna Kirilenko (ruso: Мари́я Ю́рьевна Кириле́нко) es una exjugadora de tenis profesional nativa de Rusia, nacida el 25 de enero de 1987 en Moscú, Unión Soviética. Ganadora de 6 títulos de la WTA, llegó a ser la N.º 10 del ranking mundial de la WTA.

## Carrera
Ganó su primer título del WTA Tour en 2005 venciendo a Anna-Lena Groenefeld por 6-3, 6-4 en el Abierto de China. María Kirilenko es muy amiga de María Sharápova. Es llamada cariñosamente "MaKiri" por sus allegados.
María Kirilenko ganó el evento para juniors en el Abierto de Canadá de 2002, como también ganó en la categoría juniors del Abierto de Estados Unidos del 2002. En diciembre del 2004 jugó en una exhibición de tenis en Tampa, Florida, Estados Unidos para juntar dinero para la Fundación de afectados por huracanes de Florida.
En el Abierto de Australia de 2006 ella ganó la atención de los medios por usar una vestimenta Adidas diseñada por la británica diseñadora Stella McCartney y por ella misma.
En el 2007 se adjudicó su segundo título en el Torneo de Calcuta al derrotar a la ucraniana Mariya Koryttseva por 6-0 y 6-2.
El 17 de enero de 2010, eliminó a su compatriota María Sharápova en primera ronda del Abierto de Australia.

## Torneos de Grand Slam

### Finalista en dobles (2)
| Año  | Torneo               | Pareja            | Oponentes en la final        | Resultado     |
| 2011 | Abierto de Australia | Victoria Azarenka | Gisela Dulko Flavia Pennetta | 2-6, 7-5, 6-1 |
| 2012 | Roland Garros        | Nadia Petrova     | Sara Errani Roberta Vinci    | 4-6, 6-4, 6-2 |

## Juegos Olímpicos

### Medallero Dobles

#### Medalla de bronce
| Año  | Torneo              | Superficie | Pareja        | Oponentes                 | Resultado     |
| ---- | ------------------- | ---------- | ------------- | ------------------------- | ------------- |
| 2012 | JJ.OO. Londres 2012 | Hierba     | Nadia Petrova | Liezel Huber Lisa Raymond | 4-6, 6-4, 6-1 |

## Títulos (18; 6+12)

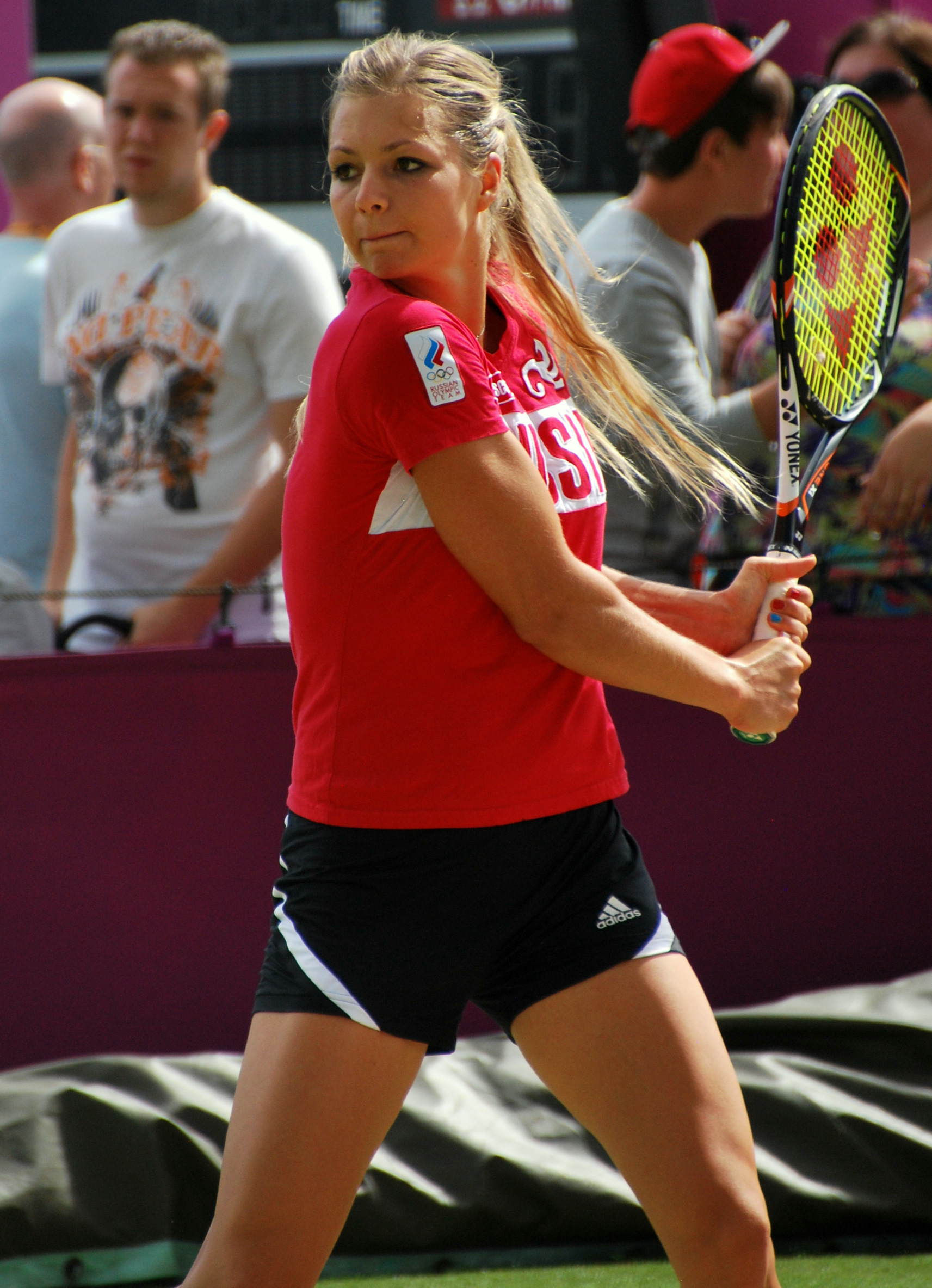
Kirilenko durante los Juegos Olímpicos de Londres 2012.

### Individuales (6)
| Leyenda: Antes de 2009     | Leyenda: A partir de 2009 |
| -------------------------- | ------------------------- |
| Grand Slam (0)             |                           |
| Juegos Olímpicos (0)       |                           |
| WTA Tour Championships (0) |                           |
| Tier I (0)                 | Premier Mandatory (0)     |
| Tier II (1)                | Premier 5 (0)             |
| Tier III (1)               | Premier (0)               |
| Tier IV & V (3)            | International (1)         |

| Nº | Fecha                    | Torneo       | Superficie    | Oponente en la final | Resultado        |
| 1. | 5 de septiembre de 2005  | Pekín        | Dura          | Anna-Lena Grönefeld  | 6-3, 6-4         |
| 2. | 23 de septiembre de 2007 | Calcuta      | Moqueta       | Mariya Koryttseva    | 6-0, 6-2         |
| 3. | 20 de abril de 2008      | Estoril      | Tierra batida | Iveta Benešová       | 6-4, 6-2         |
| 4. | 15 de junio de 2008      | Barcelona    | Tierra batida | María José Martínez  | 6-0, 6-2         |
| 5. | 28 de septiembre de 2008 | Seúl         | Dura          | Samantha Stosur      | 2-6, 6-1, 6-4    |
| 6. | 3 de febrero de 2013     | Pattaya City | Dura          | Sabine Lisicki       | 5-7, 6-1, 7-6(1) |

### Finalista en individuales (6)
- 2004: Hyderabad (pierde ante Nicole Pratt).
- 2007: Seúl (pierde ante Venus Williams).
- 2009: Barcelona (pierde ante Roberta Vinci).
- 2010: Moscú (pierde ante Victoria Azarenka).
- 2012: Pattaya City (pierde ante Daniela Hantuchová).
- 2012: New Haven (pierde ante Petra Kvitová).

### Clasificación en torneos del Grand Slam
| Torneo          | 2003 | 2004 | 2005 | 2006 | 2007 | 2008 | 2009 | 2010 | 2011 | 2012 | 2013 | G-P   | Títulos |
| --------------- | ---- | ---- | ---- | ---- | ---- | ---- | ---- | ---- | ---- | ---- | ---- | ----- | ------- |
| Australian Open | -    | -    | 2r   | 3r   | 3r   | 4r   | 1r   | CF   | 2r   | 3r   | 4r   | 18-9  | 0       |
| Roland Garros   | -    | 2r   | 1r   | 3r   | 2r   | 2r   | 1r   | 4r   | 4r   | 2r   | QF   | 12-9  | 0       |
| Wimbledon       | -    | 1r   | 2r   | 1r   | 1r   | 1r   | 2r   | 3r   | 3r   | CF   | 1r   | 10-9  | 0       |
| US Open         | 3r   | 2r   | 2r   | 3r   | 3r   | 1r   | 3r   | 3r   | 4r   | 3r   | 3r   | 17-10 | 0       |

### Dobles (12)
| Leyenda: Antes de 2009     | Leyenda: A partir de 2009 |
| -------------------------- | ------------------------- |
| Grand Slam (0)             |                           |
| Juegos Olímpicos (0)       |                           |
| WTA Tour Championships (1) |                           |
| Tier I (0)                 | Premier Mandatory (2)     |
| Tier II (1)                | Premier 5 (1)             |
| Tier III (3)               | Premier (3)               |
| Tier IV & V (1)            | International (0)         |

| Nº  | Fecha                 | Torneo             | Surface       | Pareja            | Oponente en la final               | Resultado           |
| 1.  | 13 de junio de 2004   | Birmingham         | Hierba        | María Sharápova   | Lisa McShea Milagros Sequera       | 6-2, 6-1            |
| 2.  | 9 de octubre de 2005  | Tokio              | Dura          | Gisela Dulko      | Shinobu Asagoe Maria Vento         | 7-5, 4-6, 6-3       |
| 3.  | 3 de marzo de 2007    | Doha               | Dura          | Martina Hingis    | Ágnes Szávay Vladimíra Uhlířová    | 6-1, 6-1            |
| 4.  | 19 de abril de 2008   | Estoril            | Tierra batida | Flavia Pennetta   | Mervana Jugic Ipek Senoglu         | 6-4, 6-4            |
| 5.  | 17 de agosto de 2008  | Cincinnati         | Dura          | Nadia Petrova     | Su-Wei Hsieh Yaroslava Shvédova    | 6-3, 4-6, [10-8]    |
| 6.  | 24 de octubre de 2009 | Moscú              | Dura          | Nadia Petrova     | Maria Kondriateva Klára Zakopalová | 6-2, 6-2            |
| 7.  | 15 de agosto de 2010  | San Diego          | Dura          | Jie Zheng         | Lisa Raymond Rennae Stubbs         | 6-4, 6-4            |
| 8.  | 15 de agosto de 2010  | Cincinnati         | Dura          | Victoria Azarenka | Lisa Raymond Rennae Stubbs         | 7-6(4,) 7-6(8)      |
| 9.  | 7 de mayo de 2011     | Madrid             | Tierra batida | Victoria Azarenka | Kveta Peschke Katarina Srebotnik   | 6-4, 6-3            |
| 10. | 31 de julio de 2011   | Stanford           | Dura          | Victoria Azarenka | Liezel Huber Lisa Raymond          | 6-1, 6-3            |
| 11. | 1 de abril de 2012    | Miami              | Dura          | Nadia Petrova     | Sara Errani Roberta Vinci          | 7-6(0), 4-6, [10-4] |
| 12. | 28 de octubre de 2012 | Tour Championships | Dura (i)      | Nadia Petrova     | Andrea Hlavackova Lucie Hradecka   | 6-1, 6-4            |

### Finalista en dobles (13)
- 2005: Roma (junto a Anabel Medina pierden ante Cara Black y Liezel Huber).
- 2005: New Haven (junto a Gisela Dulko pierden ante Lisa Raymond y Samantha Stosur).
- 2006: s´Hertogenbosch (junto a Ana Ivanović pierden ante Zi Yan y Jie Zheng).
- 2008: Montreal (junto a Flavia Pennetta pierden ante Cara Black y Liezel Huber).
- 2008: Seúl (junto a Vera Dushevina pierden ante Chia-Jung Chuang y Hsieh Su-Wei).
- 2009: Dubái (junto a Agnieszka Radwańska pierden ante Cara Black y Liezel Huber).
- 2009: Fez (junto a Sorana Cirstea pierden ante Alisa Kleybanova y Yekaterina Makarova).
- 2009: Los Ángeles (junto a Agnieszka Radwańska pierden ante Chia-Jung Chuang y Zi Yan).
- 2011: Australian Open (junto a Victoria Azarenka pierden ante Flavia Pennetta y Gisela Dulko).
- 2011: Toronto (junto a Victoria Azarenka pierden ante Liezel Huber y Lisa Raymond).
- 2012: Roland Garros (junto a Nadia Petrova pierden ante Sara Errani y Roberta Vinci).
- 2012: 's-Hertogenbosch (junto a Nadia Petrova pierden ante Sara Errani y Roberta Vinci).
- 2012: Moscú (junto a Nadia Petrova pierden ante Yekaterina Makarova y Yelena Vesnina).